# 승인욕구
〈승인욕구〉(承認欲求 쇼오닌욧큐우[*])는 일본의 여성 아이돌 그룹 사쿠라자카46의 노래. 2023년 10월 18일에 사쿠라자카46의 일곱 번째 싱글로 소니 레코드에서 발매되었다.

## 개요
- 사쿠라자카46에 개명 후 전작인 〈Start over!〉 발매 이후 4개월 만에 발매되는 일곱 번째 싱글이다.

### 내용주
1. ↑  케야키자카46 명의의 싱글 16번째(전달 한정 싱글 2곡을 포함)이다.